# MAX Comics
MAX Comics, abbreviata in MAX, è un marchio editoriale della casa editrice statunitense Marvel Comics; fondato nel 2001, produce fumetti realizzati per un pubblico adulto e destinati alla distribuzione diretta: gli albi sono quindi distribuiti solamente nel circuito librario e delle fumetterie ("comic book shops" in originale). Sulla copertina non appare né il logo della Marvel Comics né il marchio del Comics Code Authority: questa politica editoriale serve a distinguere nettamente i fumetti MAX dai fumetti Marvel, che invece godono di una più ampia diffusione e sono generalmente diretti anche a un pubblico adolescenziale. In Italia i fumetti MAX Comics vengono pubblicati nella collana 100% Marvel MAX dalla Panini Comics.

## Contesto e creazione
L'etichetta MAX nasce dall'esigenza da parte della Marvel Comics di pubblicare fumetti esplicitamente diretti ad un pubblico adulto (in questo caso di età superiore ai 18 anni). L'allora presidente della Marvel Bill Jemas e il redattore capo dell'epoca Joe Quesada creano quindi un imprint che nelle intenzioni originali doveva presentare delle serie a fumetti fortemente inserite in un contesto reale, con un linguaggio e delle situazioni prive di ogni tipo di censura. Lo scopo era anche quello di dare spazio a personaggi Marvel non inquadrabili nel genere supereroistico ma attingere a eroi e anti-eroi senza superpoteri e senza sgargianti costumi in calzamaglia. Non a caso il personaggio che avrà più pubblicazioni MAX è Frank Castle il Punitore. Bisogna sottolineare che già dal secondo anno di vita, l'etichetta lancia serie e miniserie che riprendono alcuni personaggi con superpoteri. La politica che non verrà mai a mancare è quella di creare opere per un pubblico adulto e con un livello di violenza e realismo non pubblicabili nelle serie a fumetti mainstream.
L'obiettivo di attirare verso i fumetti dei lettori più adulti è stato perseguito dalla Marvel sin dai primi anni settanta. In quel periodo le pubblicazioni a fumetti dovevano portare tutte il timbro del Comics Code Authority (o Autorità per il codice sui fumetti) e questo valeva soprattutto per una casa editrice i cui personaggi erano in gran parte supereroi. A partire dal 1973, la Marvel comincia però a pubblicare fumetti in bianco e nero che contengono storie di genere horror e che vengono denominate Marvel Monster Group. Tra queste vi sono Dracula Lives, Monster Unleashed e Vampire tales. Il progetto ha vita breve e si esaurisce nel 1975 ma lascia intravedere la possibilità di realizzare fumetti dalle tematiche più mature. L'eredità viene ripresa dal 1980 con la pubblicazione di Marvel Illustrated e la successiva creazione dell'etichetta Epic Comics. Sotto questo imprint si tornano a produrre regolarmente storie senza l'approvazione del Codice dei fumetti e lasciando agli autori ampie libertà creative. Inoltre i diritti dei personaggi creati sotto la linea Epic rimangono agli autori. Questa volta il progetto editoriale ha successo, soprattutto grazie alla diffusuone delle fumetterie (o comic shops) negli anni ottanta. La possibilità di avere una solida distribuzione alternativa a quella dell'edicola permette alla Marvel (e non solo) di lanciare nuove pubblicazioni dirette esplicitamente ad un pubblico più maturo e allo stesso tempo di avere la garanzia di un minimo di copie vendute una volta che un albo viene distribuito. La linea Epic cessa le pubblicazioni a metà degli anni novanta ma ormai le basi per la creazione di un'etichetta di questo tipo sono state gettate e difatti la linea MAX nasce nei primi anni duemila sfruttando gli stessi presupposti di mercato. Ogni albo MAX non presenta il timbro del Comics Code e viene venduto unicamente nelle fumetterie e nelle librerie. Inoltre non prevede ristampe e avverte i lettori che il contenuto delle storie prevede un linguaggio e azione espliciti (cioè privi di censure).
Il debutto avviene con U.S.War Machine di Chuck Austen a fine 2001 e le pubblicazioni dell'imprint continuano con regolarità fino al 2014 con una miniserie di Grant Morrison su Fantomex. A questa segue un quinquennio in cui la Marvel decide di non pubblicare materiale sotto il logo Max Comics. Nel 2019 Garth Ennis esprime la volontà di tornare a realizzare una versione estrema e senza censure su Punisher, ovvero la versione da lui introdotta con la linea Marvel Knights e proseguita poi sotto il banner Max Comics. La versione Max del Punitore ha dato origine alla serie più longeva dell'imprint ed Ennis ne ha realizzato anche diversi albi unici e la miniserie prequel Born. La proposta dello scrittore irlandese viene accettata dai vertici della Marvel e prevede la realizzazione tra il 2019 e il 2020 di due miniserie: Punisher Soviet e Get Fury. La prima vede ai disegni Jacen Burrows con il quale Ennis sostiene di aver realizzato alcune delle sue opere migliori quali la saga post-apocalittica Crossed, 303, e l'irriverente e grottesca Woormwood. Per Get Fury torna un altro storico collaboratore quale il disegnatore Goran Parlov. In occasione della distribuzione del primo albo di Punisher Soviet (il 16 novembre 2019) vi è il ritorno ufficiale dell'imprint Max Comics.

## Opere pubblicate
| Serie | Autori                                                                                      | Date pubblicazione            |
| --- | ------------------------------------------------------------------------------------------- | ----------------------------- |
| U.S. War Machine nn.1-12 (miniserie settimanale) | Chuck Austen (storia e disegni)                                                             | novembre 2001 - febbraio 2002 |
| Alias nn.1-28 (serie regolare basata su Jessica Jones) | Brian Michael Bendis (testi) e Michael Gaydos (disegni)                                     | novembre 2001 - gennaio 2004  |
| Fury nn.1-6 (miniserie) | Garth Ennis (testi), Darick Robertson (matite) e Jimmy Palmiotti (chine)                    | novembre 2001 - aprile 2002   |
| Cage (Vol.2/seconda serie) nn.1-5 (miniserie) | Brian Azzarello (testi) e Richard Corben (disegni)                                          | marzo-settembre 2002.         |
| Howard the Duck (Vol.3/terza serie) nn.1-6 (miniserie) | Steve Gerber (testi) e Phil Winslade (disegni)                                              | marzo-agosto 2002.            |
| Blade (Vol.3/terza serie) nn.1-6, (serie regolare basata su Blade) | Christopher Hintz (testi), AA.VV. (disegni)                                                 | maggio-ottobre 2002.          |
| Black Widow: Pale Little Spider nn.1-3 (miniserie) | Greg Rucka (testi) e Igor Kordey (disegni)                                                  | giugno-agosto 2002.           |
| The Hood nn.1-6 (miniserie) | Brian K. Vaughan (testi), Kyle Hotz (matite) e Eric Powell (chine)                          | luglio-dicembre 2002.         |
| Apache Skies nn.1-6 (miniserie) | John Ostrander (testi) e Leonardo Manco (disegni)                                           | settembre-dicembre 2002.      |
| Shang-Chi: Master of Kung-Fu nn.1-6 (miniserie) | Doug Moench (testi), Paul Gulacy (matite) e Jimmy Palmiotti (chine)                         | novembre 2002 - aprile 2003   |
| Rawhide Kid nn.1-5 (miniserie bisettimanale) | Ron Zimmerman (testi) e John Severin (matite)                                               | aprile-giugno 2003            |
| X-Men: Legacy of Fire nn.2-3 (miniserie), il n.1 non è distribuito per l'etichetta MAX Comics. | Ryan Kinnaird (testi e disegni)                                                             | agosto-settembre 2003         |
| The Punisher: Born (miniserie basata su Frank Castle) | Garth Ennis (testi), Darick Robertson (matite) e Tom Palmer (chine)                         | agosto-novembre 2003          |
| The Eternal nn.1-6 (serie regolare) | Chuck Austen (testi), Kev Walker (matite) e Simon Coleby (chine)                            | agosto 2003 - gennaio 2004    |
| Thor: Vikings nn.1-5 (miniserie basata su Thor) | Garth Ennis (testi) e Glenn Fabbry (disegni)                                                | settembre 2003 - gennaio 2004 |
| U.S.Warmachine 2.0 nn.1-3 (miniserie settimanale) | Chuck Austen (testi) e Christian Moore (disegni)                                            | settembre 2003                |
| Supreme Power nn.1-18 (serie regolare) | J.Michael Straczynski (testi), Gary Frank (matite), Jon Sibal e Mark Morales (chine)        | ottobre 2003 - ottobre 2005   |
| Punisher nn.1-65 (serie regolare) | Garth Ennis (testi), AA.VV. (disegni)                                                       | marzo 2004 - febbraio 2009    |
| Punisher: The End (albo unico) | Garth Ennis (testi) e Richard Corben (disegni)                                              | giugno 2004                   |
| Doctor Spectrum nn.1-6 (miniserie basata su Dottor Spectrum), spin-off di Supreme Power | Sara Barnes (testi), Travel Foreman (matite), AA.VV. (chine)                                | ottobre 2004 - marzo 2005     |
| Punisher: The Cell n.1 (albo unico) | Garth Ennis (tesi), Lewis LaRosa (matite) e Scott Koblish (chine)                           | luglio 2005                   |
| Supreme Power: Hyperion nn.1-5 (miniserie), spin-off di Supreme Power | John Machael Straczynski (testi), Dan Jurgens - Staz Johnson (matite), Klaus Janson (chine) | novembre 2005 - aprile 2006   |
| Supreme Power: Nighthawk nn.1-6 (miniserie), spin-off di Supreme Power | Daniel Way (testi) e Steve Dillon (disegni)                                                 | novembre 2005 - aprile 2006   |
| Punisher: The Tyger n.1 (albo unico) | Garth Ennis (testi) e John Severin (disegni)                                                | febbraio 2006                 |
| Haunt of Horror: Edgar Allan Poe nn.1-3 (miniserie) | Richard Corben (testi e disegni)                                                            | luglio-settembre 2006         |
| Max Sampler n.1 (albo preview sulle pubblicazioni MAX) | AA.VV. (testi e disegni)                                                                    | ottobre 2006                  |
| Zombie nn.1-4 (miniserie basata su Zombie/Simon Garth) | Mike Raicht (testi) e Kyle Hotz (disegni)                                                   | novembre 2006 - febbraio 2007 |
| Hellstorm: Son of Satan nn.1-5 (miniserie) | Alexander Irvine (testi), Russell Braun (matite) e Klaus Janson (chine)                     | dicembre 2006 - aprile 2007   |
| Wisdom, nn. 1-6 (miniserie avente a protagonista Pete Wisdom nel suo nuovo ruolo di capo del MI-13)                                                                                                   | Paul Cornell (testi), Trevor Hairsine (disegni vol. 1-2), Manuel Garcia (disegni vol. 3-6)  | gennaio 2007 - giugno 2007    |
| Foolkiller nn.1-5 (miniserie che introduce Michael Trace, quarta persona a portare il nome di Foolkiller)                                                                                             | Gregg Hurwitz (testi), Lan Medina (disegni)                                                 | dicembre 2007 - luglio 2008   |
| The Zombie: Simon Garth nn.1-4 (miniserie sequel di Zombie, pubblicata da Max Comics tra il 2006 e il 2007)                                                                                           | Eric Powell (testi), Kyle Hotz (testi e disegni)                                            | gennaio 2008 - aprile 2008    |
| War is Hell: The First Flight of the Phantom Eagle nn.1-5 (storia di guerra ambientata durante il primo conflitto mondiale con protagonista l'aviatore Karl Kaufmann).                                | Garth Ennis (testi), Howard Chaykin (disegni)                                               | maggio 2008 - settembre 2008  |
| Dead of Night Featuring Werewolf By Night, nn. 1-4 (miniserie) | Duane Swierczynski (testi) e Mico Suayan (matite e chine)                                   | marzo 2009 - giugno 2009      |
| Star the Slayer nn.1-4 (miniserie su un guerriero barbaro apparso per la prima volta sulla serie antologica Chamber of Darkness, il n.4 dell'aprile 1970. Creato da Roy Thomas e Barry Windsor-Smith) | Daniel Way (testi) e Richard Corben (disegni)                                               | novembre 2009 - febbraio 2010 |
| Deadpool MAX II nn.1-6, limited-series di 6 albi (conclusa), la miniserie viene raccolta nel volume Deadpool MAX: Second Cut, team-up tra Deadpool e l'agente dell'Hydra Bob                          | David Lapham (testi), Kyle Baker, Shawn Crystal, Lee Loughridge (disegni)                   | dicembre 2011 - maggio 2012   |
| Fantomex MAX nn.1-4 (miniserie basata su Fantomex creato da Grant Morrison) | Andrew Hope (testi) e Shawn Crystal (disegni)                                               | ottobre 2013 - marzo 2014     |
| Punisher Soviet nn.1-6 (miniserie) | Garth Ennis (testi) e Jacen Burrows (disegni)                                               | novembre 2019 - marzo 2020    |